# 2022 en rugby à XV
Cette page présente les faits marquants de l'année 2022 en rugby à XV : les principales compétitions et événements liés au rugby à XV et rugby à sept ainsi que les décès de grandes personnalités de ces sports.

## Principales compétitions
- Coupe d'Europe (du 10 décembre 2021 au 28 mai 2022)
- Challenge européen (du 10 décembre 2021 au 27 mai 2022)
- Championnat d'Angleterre (du 17 septembre 2021 au 18 juin 2022)
- Championnat de France (du	4 septembre 2021 au 24 juin 2022)
- United Rugby Championship (24 septembre 2021 au 18 juin 2022)
- Coupe d'Angleterre (du 12 novembre 2021 au 18 mai 2022)
- Super Rugby (du 18 février au 18 juin 2022)
- Currie Cup (du 14 janvier au 25 juin 2022)
- Súperliga Americana de Rugby (du 13 mars au 27 mai 2022)
- Mitre 10 Cup (du 5 août au 1er octobre 2022)
- The Rugby Championship (du 6 aout au 24 septembre 2022)
- Tournoi des Six Nations (du 5 février au 19 mars 2022).
- Coupe du monde féminine (du 8 octobre au 12 novembre)

## Événements

### Janvier
- 23 janvier : L'équipe masculine d'Afrique du Sud et l'équipe féminine des États-Unis remportent le HSBC Spain Sevens à Malaga[1].
- 30 janvier : L'équipe masculine d'Afrique du Sud et l'équipe féminine d'Australie remportent le HSBC World Rugby Sevens Series à Séville[2].

### Mars
- 12 mars : le match entre l'Italie et l'Écosse comptant pour le Tournoi des Six Nations 2022 inaugure la nouvelle Cuttitta Cup, créée en l'honneur de Massimo Cuttitta, ancien capitaine italien et entraîneur des avants de l'Écosse pendant six ans. L'Écosse remporte cette première édition 22-33, à Rome.
- 19 mars : Grâce à un ultime succès 25-13 face au XV de la Rose lors de la dernière journée, l’équipe de France remporte le Tournoi des Six Nations en réalisant le Grand Chelem[3]. Lors de cette dernière journée du tournoi, l'Italie s'impose à Cardiff face au Pays de Galles, mettant fin à une série de 36 défaites consécutives dans la compétition et évite une septième cuillère de bois[4].

### Avril
- 30 avril : L'équipe féminine d'Angleterre remporte le Tournoi des Six Nations féminin réalisant le Grand Chelem[5].

### Mai
- 7 mai : La franchise géorgienne Black Lion s'impose en finale de la Rugby Europe Super Cup 2021-2022 face aux portugais du Lusitanos XV[6].
- 17 mai : Les Worcester Warriors remportent la finale de la Coupe d'Angleterre en battant les London Irish[7].

- 27 mai : 
  - Lyon OU bat le RC Toulon 30 à 12, ce qui permet au club rhônalpin de remporter le Challenge européen[8].
  - La franchise uruguayen de Peñarol s'impose 24 à 13 face aux Chiliens de Selknam en finale de la saison 2022 de la Súperliga Americana de Rugby et remporte la compétition pour la première fois[9].
- 28 mai : le Stade Rochelais est sacré champion d'Europe pour la première fois de son histoire, au Stade Vélodrome de Marseille après s'être imposé en finale sur le score de 24 à 21 face aux irlandais du Leinster[10].
- 29 mai : Les Saitama Wild Knights remportent le Championnat du Japon en s'imposant en finale 18-12 face aux Tokyo Sungoliath[11].

### Juin
- 5 juin :
  - L'Aviron bayonnais s'impose en finale de Pro D2 20-49 face au Stade montois et retrouve donc le Top 14 pour la saison 2022-2023[12].
  - Durant la 26e et dernière journée de Top 14 de la saison 2021-2022, le Stade toulousain l'emporte largement 80-7 face à Biarritz qui est relégué en deuxième division. Il s'agit du dernier match de la carrière des internationaux Maxime Médard et Iosefa Tekori qui inscrivent chacun un essai pour l'occasion[13].

- 18 juin :
  - Les Crusaders remportent la saison 2022 de Super Rugby grâce à une victoire au Rugby League Park 21 à 7 face aux Blues[14].
  - Leicester Tigers est sacré champion d'Angleterre grâce à une victoire au Stade de Twickenham 15 à 12 face aux Saracens[15].
  - Les Stormers remportent la Saison 2021-2022 du United Rugby Championship grâce à une victoire au Cape Town Stadium 18 à 13 face aux Bulls[16].
- 24 juin : Le Montpellier Hérault Rugby remporte le Bouclier de Brennus pour la première fois de l'histoire du club après s'être imposé en finale du Top 14 29 à 10 face au Castres Olympique[17]. Il s'agit du dernier match de la carrière de l'ancien capitaine des Bleus Guilhem Guirado, de Fulgence Ouedraogo et Loïc Jacquet[18].
- 25 juin : Les Pumas battent les Griquas en finale de Currie Cup (19-26)[19].

### Juillet
- Du 2 juillet au 9 juillet : Tournée de l'équipe de France au Japon. La France parvient à remporter la tournée en s'imposant lors des deux matchs de tournée.
- Du 2 juillet au 16 juillet : Tournée de l'équipe d'Écosse au Chili et en Argentine. Les pumas argentins parviennent à remporter la série de matchs en s'imposant lors du premier et du troisième test, malgré une victoire écossaise lors de la deuxième rencontre.
- 9 juillet : Après une victoire 20 à 15 face au Japon, la France devient la première nation mondiale selon le classement World Rugby pour la première fois de son histoire. La Nouvelle-Zélande quant à elle descend à la quatrième place, leur plus mauvaise position depuis l’instauration du classement mondial[20].
- 12 juillet : L'équipe d'Afrique du Sud des moins de 20 ans remporte les Six Nations Summer Series en battant le pays de Galles 47 à 27 en finale[21].
- 16 juillet : Lors du second match d'une double confrontation, le Chili bat les États-Unis et se qualifie donc pour la première fois de son histoire pour la Coupe du monde en 2023[22].

### Août
- 27 août : Lors de la 3e journée du Rugby Championship l'Argentine créé l'exploit à Christchurch en battant pour la première fois (25-18) les All Blacks en terre néo-zélandaise[23].

### Septembre
- 24 septembre : 6e journée du Rugby Championship, La Nouvelle-Zélande remporte la compétition après avoir battu l'Australie 40 à 14[24].

### Octobre
- 5 octobre : Le club des Worcester Warriors est placé en redressement judiciaire. L'équipe est donc forfait pour le reste de la saison 2022-2023[25].
- 8 octobre au 12 novembre : 9e édition de la Coupe du monde féminine de rugby en Nouvelle-Zélande.
- 17 octobre : le club anglais des Wasps est placé en redressement judiciaire. L'équipe est donc forfait pour le reste de la saison 2022-2023[26].

### Novembre
- 8 octobre au 12 novembre : 9e édition de la Coupe du monde féminine de rugby en Nouvelle-Zélande.
- 5 au 26 novembre : Tournée de l'équipe d'Afrique du Sud en Europe.
- 12 novembre : 
  - La Nouvelle-Zélande bat l'Angleterre 34 à 31 et remporte donc la Coupe du monde féminine pour la sixième fois[27].
  - l'Italie bat à Florence l'Australie pour la première fois de son histoire sur le score de 28 à 27[28].
- 19 novembre : La Géorgie décroche à Cardiff la première victoire de son histoire face au Pays de Galles (12-13) lors d'un Test match[29].

### Décembre
- 16 décembre : La RFU annonce que les Wasps vont faire leur retour en deuxième division anglaise pour la saison 2023-2024[30].
- 17 décembre : La franchise géorgienne Black Lion remporte pour la seconde fois consécutive la Rugby Europe Super Cup en battant la franchise israélienne Tel Aviv Heat 29 à 17 en finale[31].